# 和田山バイパス
和田山バイパス（わだやまバイパス）は、兵庫県朝来市和田山町桑原から同市和田山町土田に至る国道9号のバイパス道路。延長3.5km。現在は本道となっている。
1960年代前半になると交通量が増加し、国道9号と県道姫路豊岡線（現国道312号）が重複する和田山町（現朝来市）・八鹿町（現養父市）間約12kmおよびその周辺の渋滞が激しくなったため、これを解消する目的で建設された。建設前は、特に年末年始とお盆休みの帰省ラッシュおよび行楽シーズンには和田山 - 八鹿間に3 - 4時間を要することも珍しくはなかったようである。
途中の小さな丘陵は削られる予定であったが、城ノ山古墳と確認され、墳丘の下にトンネルを通すことで保存されている。また、但馬最大の前方後円墳である池田古墳については墳丘の損傷が激しかったため、上部に盛土することで道路が建設される予定であったが、橋梁により古墳をまたぐことで保存された（現在は老朽化のため橋梁が撤去され、盛土の上に道路が通るように改良されている）。

## 位置関係
国道9号（兵庫県内区間）
（京都・福知山方面<<）山陰道 - 和田山バイパス - 山陰道 - 八鹿バイパス - 山陰道 - 春来バイパス - 山陰道 - 蒲生バイパス（>>鳥取方面）

## 交差する道路
- 上側が起点側、下側が終点側。左側が上り側、右側が下り側。

| 交差する道路             | 交差する道路 | 交差する場所 | 京都から (km) |
| ------------------------ | ------------ | ------------ | ------------- |
| 国道9号 京都・福知山方面 |              |              |               |
| 県道273号金浦和田山線    | 国道312号    | 一本柳       | 114.3         |
| 県道104号物部藪崎線      | -            |              |               |
| 国道9号 鳥取・豊岡方面   |              |              |               |

## 歴史
- 1968年（昭和43年） : 事業着手
- 1972年（昭和47年）8月 : 供用開始

## 交通量
2005年度（平成17年度道路交通センサスより）
平日24時間交通量（台）
- 朝来市和田山町和田山：15,025